# W Canis Minoris
W Canis Minoris är en halvregelbunden variabel (SRB) i stjärnbilden Lilla hunden. 
Stjärnan varierar mellan visuell magnitud +8,72 och 9,04 med en period av ungefär 95 dygn.